# 亀田卓
亀田 卓（かめだ たかし、1960年5月25日 - ）は日本の教育家、カウンセラー、メンタルコーチ、催眠療法士。デジタルハリウッド大学・大学院・特任教授。ポジティブ心理学とマインドフルネスを専門に教えている。

## 略歴
1984年に早稲田大学政治経済学部経済学科を卒業。同年電通に入社。入社よりテレビ業界・金融業界に携わる。2001年に電通から出向して金融ベンチャーの代表取締役に就任。その後の2年の間にベイビーフェイスのコンサートツアーを皮切りに、イベントの証券化や公募を実施。2003年に電通復帰後は映画のプロデューサーなどを務め、プロデューサーとして関わった映画版「秘密結社鷹の爪」シリーズにおいては、1つの映画の中に20社以上のプロダクトプレイスメントを盛り込んだり、映画のサブタイトルのネーミングライツを販売するなど、映画と広告の垣根を超えたビジネスを展開。その後、2016年末に電通を退社。現在は、ポジティブ心理学やマインドフルネスに通じた実務家として教壇に立つとともに、社会人向けのセミナーやカウンセリング・催眠療法も行っている。

## 共著
- 『プロデューサー・カリキュラム』（経済産業省:C&R総研、2004) ISBN 4990223306
- 亀田 卓ほか　『映画プロデューサーの基礎知識』(キネマ旬報社、2005) ISBN 4873766206
- 第二東京弁護士会知的財産権法研究会ほか『エンターテインメントと法律』(商事法務、2005) ISBN 4785712384
- 亀田 卓・寺嶋 博礼『文化に投資する時代』(朝日出版社、2009) ISBN 9784255004594